# Jan Baalsrud
Jan Sigurd Baalsrud (13. prosince 1917 Oslo – 30. prosince 1988 Kongsvinger) byl člen komanda norského hnutí odporu vyškolený Brity během druhé světové války.

## Životopis
Jan Baalsrud se narodil v norské Kristianii (nyní Oslo). Jeho rodiče byli otec Nils Julius Myhre Baalsrud a Lilla Hvamstadová. V roce 1934 mu zemřela matka a on se odstěhoval do Kolbotnu, kde žil až do 50. let. V roce 1939 složil zkoušky jako výrobce kartografických nástrojů.
Během německé invaze do Norska v roce 1940 bojoval Jan Baalsrud v Østfoldu. Později utekl do Švédska, ale byl usvědčen ze špionáže, byl 7 měsíců vězněn. V roce 1941 odešel do Velké Británie přes Sovětský svaz, Afriku a USA. Následně vstoupil do norské vojenské jednotky Linge Kompani, která byla školena britským oddělením pro zvláštní operace (SOE). Na začátku roku 1943 se 12 členů norského komanda a osmičlenná posádka lodi vydali na misi zničit německou letištní řídicí věž v Bardufossu. Krycí operace nazvaná Martin byla prozrazena, když Jan Baalsrud a jeho spolubojovníci hledali kontakt na důvěryhodného člena odporu. Náhodně navázali kontakt s nezúčastněným civilním obchodníkem se stejným jménem jako jejich kontakt. Tento omyl jim byl osudný, dotyčný kontakt vše nahlásil Němcům z důvodu obav z možné provokace. Ráno 29. března byla jejich rybářská loď Brattholm, která vezla přibližně 100 kilogramů výbušnin určených ke zničení vzdušné kontrolní věže, napadena německou lodí. Norská loď byla potopena Němci a členové se snažili zachránit útěkem. Jan Balsrud byl jediným členem komanda, který unikl gestapu. Vyhnul se zajetí po dobu přibližně dvou měsíců, trpěl omrzlinami a sněhovou slepotou. Jeho zhoršující se fyzický stav ho přinutil spoléhat se na pomoc norských vlastenců. Před zajetím se skrýval v dřevěné chatě u Revdalu, kterou nazval Hotel Savoy, byl nucen si kapesním nožem uřezat prsty na noze postižené gangrénou. Následně zůstal na nosítkách na vysoké náhorní plošině ve vesnici Manndalen (část města Kåfjord) ve sněhu 27 dní z důvodu špatného počasí. Před německými hlídkami byl během této doby ukryt za sněhovou zdí postavenou kolem skály, která ho chránila, ale musely mu být amputovány zbývající prsty na nohou. Norští vlastenci jej transportovali na nosítkách k hranici s Finskem. Poté byl svěřen do péče domorodým Samům, kteří ho na saních taženými soby táhli přes Finsko do neutrálního Švédska. Ze severního Finska jej přepravil hydroplán Červeného kříže do švédského Bodenu. Po doléčení se vrátil do Británie. Následně ve Skotsku trénoval další norské vlastence, kteří se vraceli do Norska, aby pokračovali v boji proti Němcům. Během války se musel naučit chodit bez prstů na nohou, ke konci druhé světové války byl poslán jako agent do Norska.
Jan Baalsrud byl jmenován čestným členem Řádu britského impéria. V Norsku obdržel medaili svatého Olafa s Dubovou ratolestí. Po skončení války byl Jan Baalsrud členem Unie norských válečných invalidů a v letech 1957 až 1964 byl jejím předsedou. Zemřel 30. prosince 1988 ve věku 71 let. Jeho popel je uchován v Manndalenu v hrobě sdíleném s Aslakem Aslaksenem Fossvollem (1900–1943), který byl jedním z místních mužů, kteří mu pomohli uprchnout do Švédska.

## Pocty
Každoroční vzpomínkový pochod na počest Jana Baalsruda se koná 25. července v Tromsø, kde účastníci devět dní sledují jeho únikovou cestu.

### Knihy
- Baalsrud, Jan (1943). Operation Martin; List of Norwegian Refugees; Lt Jan Siguard Baalsrud's Report. London: UK National Archives. HS 2/161.
- Howarth, D. (1955). We Die Alone: A WWII Epic of Escape and Endurance. Guilford, Connecticut: Lyons Press. ISBN 1-55821-973-0.
- Scott, Astrid Karlsen; Haug, Tore (2001). Defiant Courage - Norway's Longest WW2 Escape. Olympia, Washington: Nordic Adventures. ISBN 0-9634339-8-9.

### Filmy
- Ni Liv (En. Nine Lives) – 1957
- Den 12. mann (En. 12th Man) – 2017